# ويليام بيلي
ويليام بيلي (يوليو 1743 - 25 مايو 1805) هو رجل دين أنجليكاني إنجليزي، ومدافع مسيحي، وفيلسوف مؤمن بمذهب النفعية. اشتهر بتقديمه حجة وجود خالق للكون عبر مفهوم العلة الغائية، وذلك في عمله العلة الغائية الطبيعية، والتي استعملت في المثال المشهور لحجة النظام في الوجود أو حجة صانع الساعة والتي طورها بعد ذلك دعاة التصميم الذكي إلى مفهوم التعقيد غير القابل للاختزال.

## روابط خارجية
- ويليام بيلي على موقع الموسوعة البريطانية (الإنجليزية)
- ويليام بيلي على موقع إن إن دي بي (الإنجليزية)